# Premios Graffiti
Los Premios Graffiti son el máximo galardón que reconoce a la música uruguaya. Fue creado en 2003.

## Historia
Cuando se crearon en 2003, los Premios Graffiti solo premiaban al rock uruguayo. En los años posteriores, se volvieron más representativos y llegaron a premiar todos los géneros musicales del país.
Desde 2014, la ceremonia se celebra en el Auditorio Nacional del Sodre.

## Categorías
De las 35 categorías premiadas, tres se eligen mediante votación popular a través de Internet: Artista del Año, Álbum del Año y Tema del Año. El Premio a la Trayectoria Graffiti ha sido otorgado a músicos como Jaime Roos, Hugo y Osvaldo Fattoruso, Gabriel Peluffo y Gustavo Parodi, Gastón Ciarlo, Ruben Rada, Jorge Galemire, José Carbajal, Jorge Nasser, Larbanois & Carrero, Fernando Cabrera y Los Olimareños.
| - Álbum del Año - Artista del Año - Tema del Año - Mejor Álbum de Rock Alternativo y Pop - Mejor Diseño Artístico - Mejor Libro de Música Uruguaya - Mejor Álbum de Candombe Fusión - Mejor Álbum de Música Infantil - Mejor Álbum de Inspiración Cristiana - Mejor Compositor - Mejor Álbum de Cumbia Pop - Mejor Dúo o Banda | - Mejor Álbum de Música Electrónica - Mejor Solista Femenina - Mejor Álbum de Folklore - Mejor Álbum de Hip Hop - Mejor Álbum Indie - Mejor Álbum de Música Instrumental - Mejor Álbum de Jazz Fusión - Mejor Álbum en Vivo - Mejor Solista Masculino - Mejor Álbum de Metal y Hard Rock - Mejor DVD Musical - Mejor Artista Nuevo | - Mejor Álbum Pop - Mejor Álbum de Música Popular y Urbana - Mejor Productor - Mejor Álbum de Reggae y Ska - Mejor Reedición - Mejor Álbum de Música Religiosa - Mejor Álbum de Rock y Blues - Mejor Edición Especial - Mejor Álbum de Tango - Mejor Álbum de Música Tropical - Mejor Videoclip - Trayectoria |